# Castilleja rupicola
Castilleja rupicola là loài thực vật có hoa thuộc họ Cỏ chổi. Loài này được Piper ex Fernald mô tả khoa học đầu tiên năm 1898.

## Hình ảnh

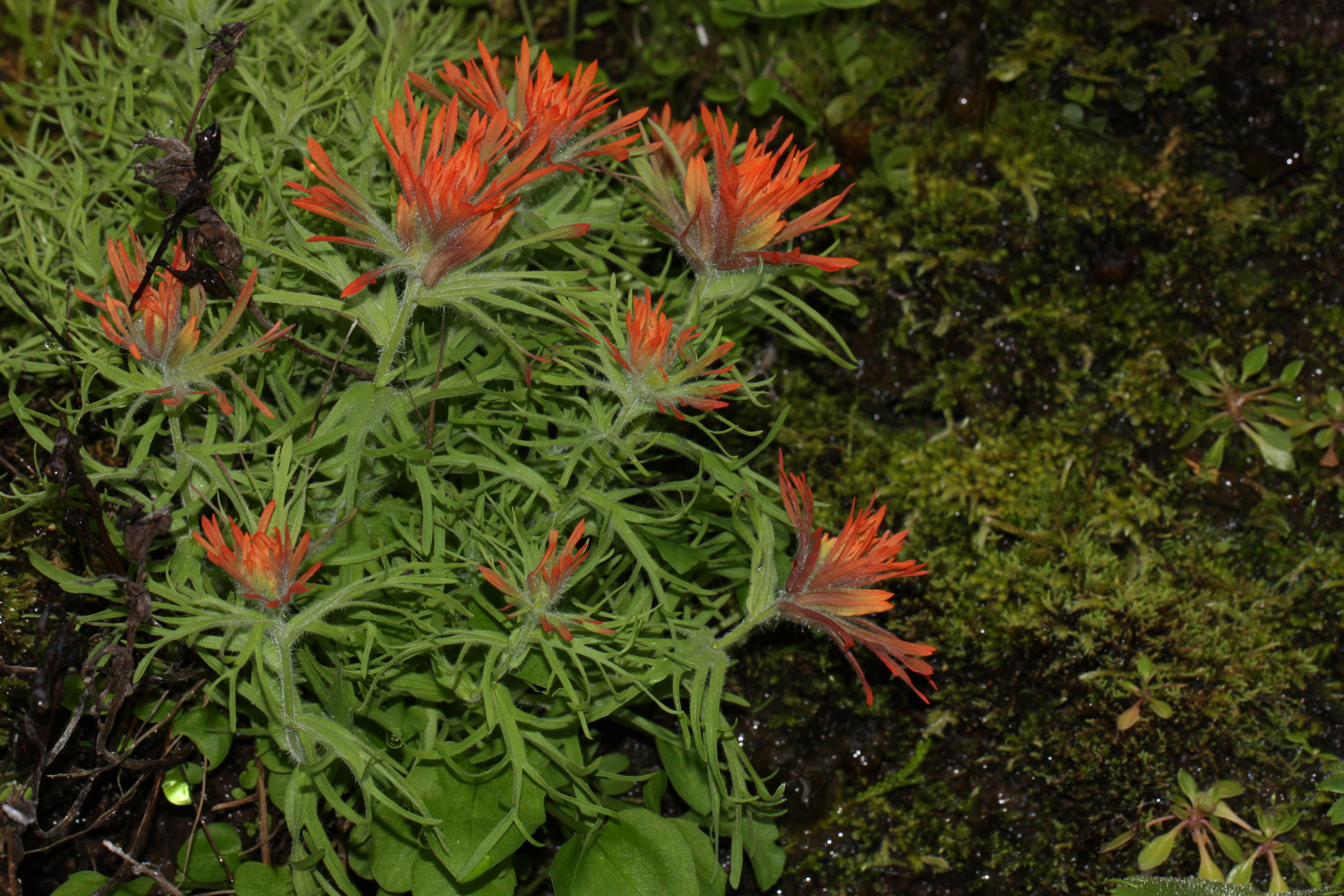
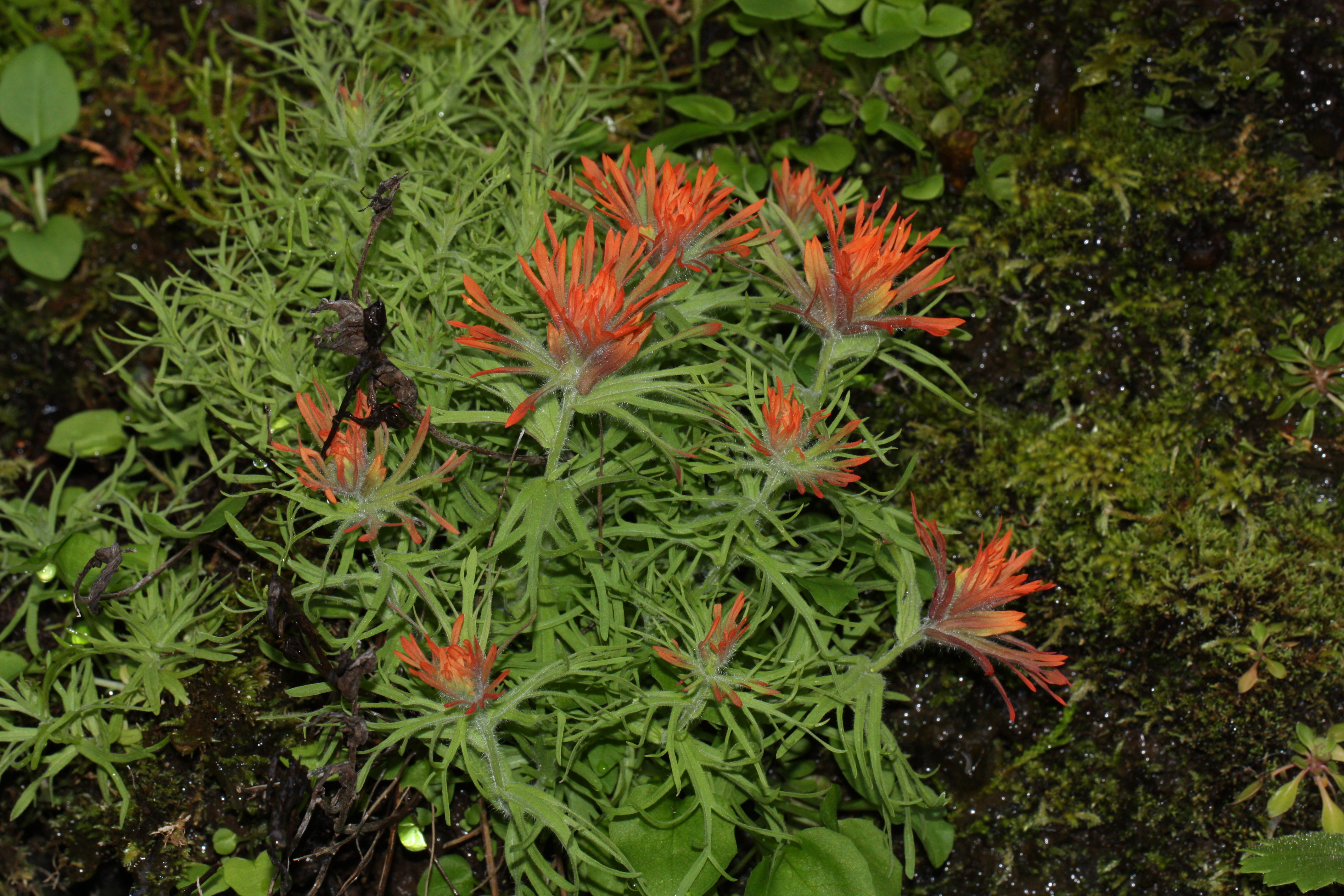
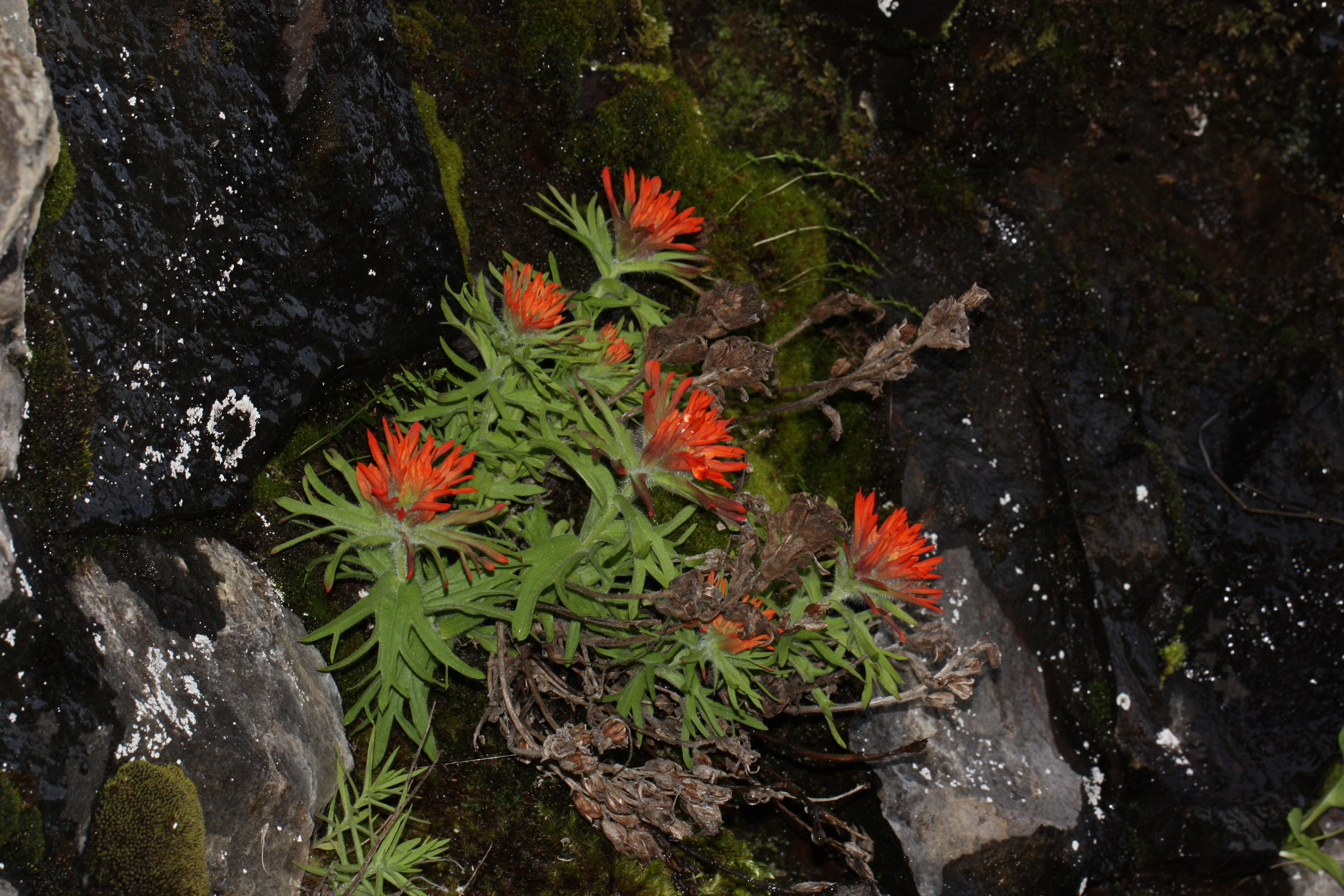
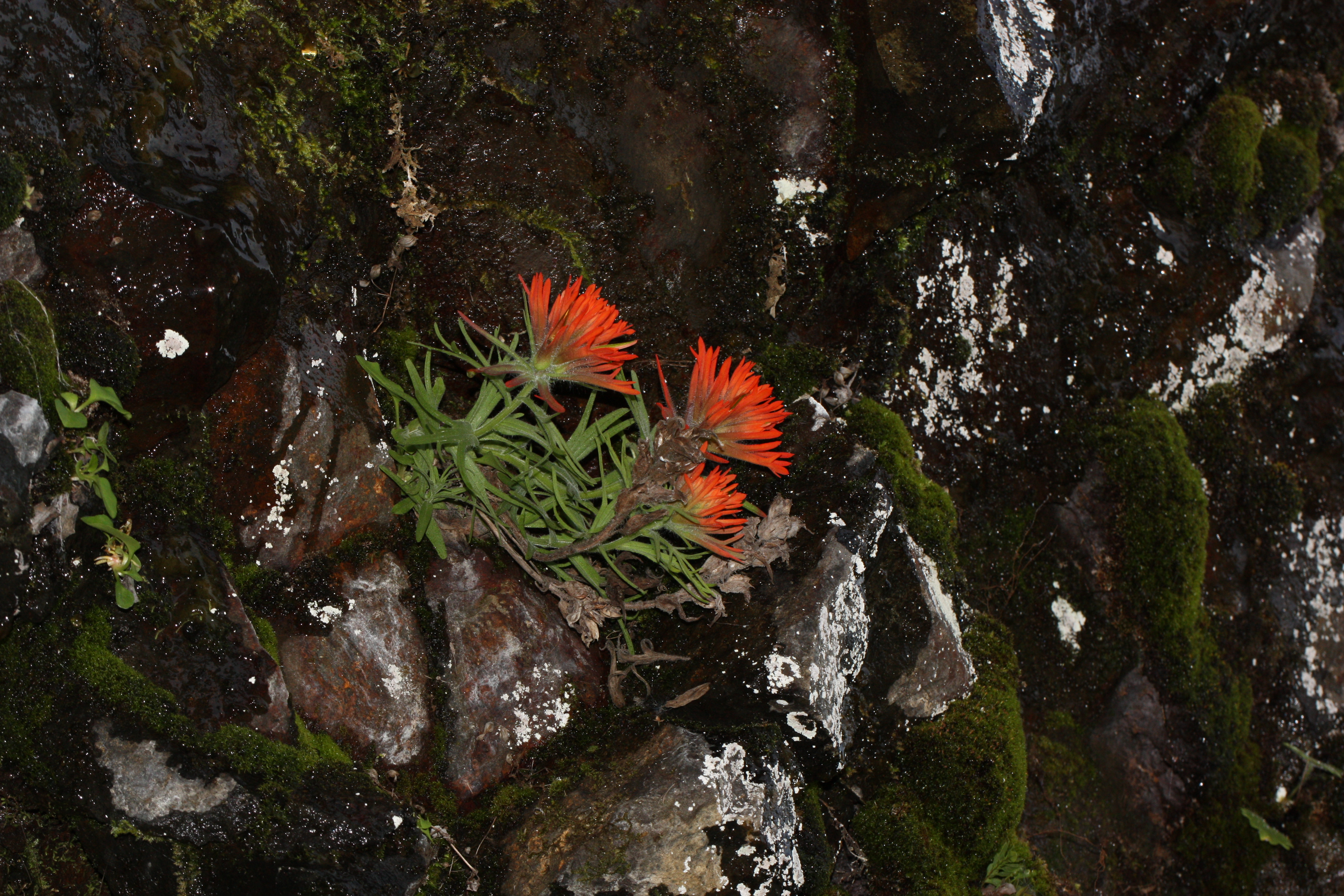